# Спиваковская, Алла Семёновна
А́лла Семёновна Спиваковская (род. 31 декабря 1947, Москва) — советский психолог, практикующий психотерапевт, доктор психологических наук, профессор Московского университета, создатель нового направления в психотерапии — беатотерапия, мать актёра театра и кино Даниила Спиваковского. Одна из первых в России начала разрабатывать семейную и игровую психотерапию для лечения различных форм нервно-психической патологии, занималась изучением комплексной психологической коррекцией в профилактике детских неврозов, создала собственное направление в психотерапии.
Разработала и в течение многих лет читает авторские курсы лекций на факультете психологии МГУ имени М. В. Ломоносова: «Основы психологического консультирования», «Семейная психотерапия», «Основы беатотерапии». Помимо научной деятельности, Алла Семеновна Спиваковская занимается активной практической деятельностью — с 1998 года она работает в собственной Беатотерапевтической студии, где осуществляет индивидуальную и групповую работу. Является автором 8 монографий и свыше 80 научных работ, переведённых на английский, немецкий, китайский и японский языки.

## Образование
1966—1971 — факультет психологии МГУ имени М. В. Ломоносова.

## Учёные степени, звания
- 2007 — заслуженный профессор МГУ
- 1994 — действительный член Московской Психотерапевтической Академии.
- 1993 — действительный член Международной Академии Информатизации.
- 1992 — профессор кафедры нейро- и патопсихологии факультета психологии МГУ им. М. В. Ломоносова.
- 1990 — доктор психологических наук (19.00.04 — медицинская психология). Диссертация «Комплексная психологическая коррекция в профилактике детских неврозов»[7].
- 1975 — кандидат психологических наук (19.00.04 — медицинская психология). Диссертация: «Нарушение игровой деятельности у детей, страдающих ранним детским аутизмом»[8].

## Деятельность
- С 1992 по настоящее время — профессор кафедры нейро- и патопсихологии факультета психологии МГУ им. М. В. Ломоносова.
- 1992—1998 — директор Исследовательского Центра Семьи и Детства Российской Академии Образования.
- 1985—1992 — доцент кафедры нейро- и патопсихологии факультета психологии МГУ им. М. В. Ломоносова.
- 1981—1985 — старший научный сотрудник кафедры нейро- и патопсихологии факультета психологии МГУ им. М. В. Ломоносова.
- 1973—1981 — младший научный сотрудник кафедры нейро- и патопсихологии факультета психологии МГУ им. М. В. Ломоносова.
- 1971—1973 — старший лаборант кафедры нейро- и патопсихологии факультета психологии МГУ им. М. В. Ломоносова.

## Научные интересы
- клиническая психология
- детская, игровая, семейная психотерапия
- теория и практика психологического консультирования и психотерапии
- беатотерапия
- культура и патология

## Монографии
- «Нарушение игровой деятельности», М., Изд. МГУ, 1980.
- «Игра — это серьезно», М., Изд. «Педагогика», 1981.
- «Как быть родителями», М., Изд. «Педагогика», 1986.
- «Vecaki un berni», Riga, «Zvaigzne», 1989.
- «Профилактика детских неврозов», М., Изд. МГУ, 1988.
- «Девять диалогов по психологии обыденной жизни», М., Изд. «Дом интеллектуальной книги», 1998.
- «Психотерапия: игра, детство, семья», М., изд. «Эксмо-пресс», 1999.
- «Девять диалогов о психологии обыденной жизни». М. Беато-Пресс, 2006.
- «Двенадцать диалогов о психологии преображения себя и своей жизни», М. Беато-Пресс, 2006
- Фрагменты беатотерапи- М.: «Беато-пресс», 2009. — 224с.

## Беатотерапия
Алла Семёновна Спиваковская разработала собственное направление в психотерапии — беатотерапию. Беатотерапия (от beatus — счастливый, блаженный, благословенный) — психотерапия счастья.
Беатотерапия, предлагая обоснования психологических условий для движения человека к счастью, делает важный шаг от изучения психотерапии пограничных состояний и невротических расстройств к построению основ психотерапевтической работы со здоровыми людьми.
Предмет беатотерапии — внутренний мир человека и его повседневная жизнь в процессе сознательного самонаблюдения и преображения.
Цель беатотерапии — создание условий, при которых
человек может сознательно изменить себя и свою жизнь, достигая состояния
счастья, а также психологическое изучение закономерностей этого процесса.
Задача: создание условий для перемен, чтобы человек изменил себя с целью улучшения качества своей жизни, совершения личностного роста, эволюции.
В беатотерапии постулируется то, что самонаблюдение способно сделать человека счастливым.
Для того, чтобы человек смог эффективно наблюдать за собой и становиться счастливым, применяются различные методики:
- метод ведения дневника,
- выполнение заданных упражнений на самонаблюдение.

Изначально человек не знает себя, свои возможности. Чтобы стать участником беатотерапевтического процесса, ему нужно признать, что он не знает себя, и взять свою жизнь под сознательный контроль.

## Типы родительского отношения
Алла Семёновна Спиваковская разработала классификацию типов родительского отношения, исходя из трёх критериев: симпатия — антипатия, уважение — неуважение, малая межличностная дистанция — большая межличностная дистанция.
1. Действенная любовь(симпатия, уважение, малая межличностная дистанция)
2. отстраненная любовь (симпатия, уважение, большая межличностная дистанция)
3. действенная жалость (симпатия, отсутствие уважения, малая межличностная дистанция)
4. любовь по типу снисходительного отстранения (симпатия, неуважение, большая межличностная дистанция)
5. отвержение (антипатия, неуважение, большая межличностная дистанция)
6. презрение (антипатия, неуважение, малая межличностная дистанция)
7. преследование (антипатия, уважение, малая межличностная дистанция)
8. отказ (антипатия, уважение, большая межличностная дистанция)